# イェッタ (小惑星)
イエッタ (544 Jetta) は小惑星帯の小惑星である。
パウル・ゲッツによってハイデルベルクで発見され、ハイデルベルクの伝説的人物から命名された。